# نكاف

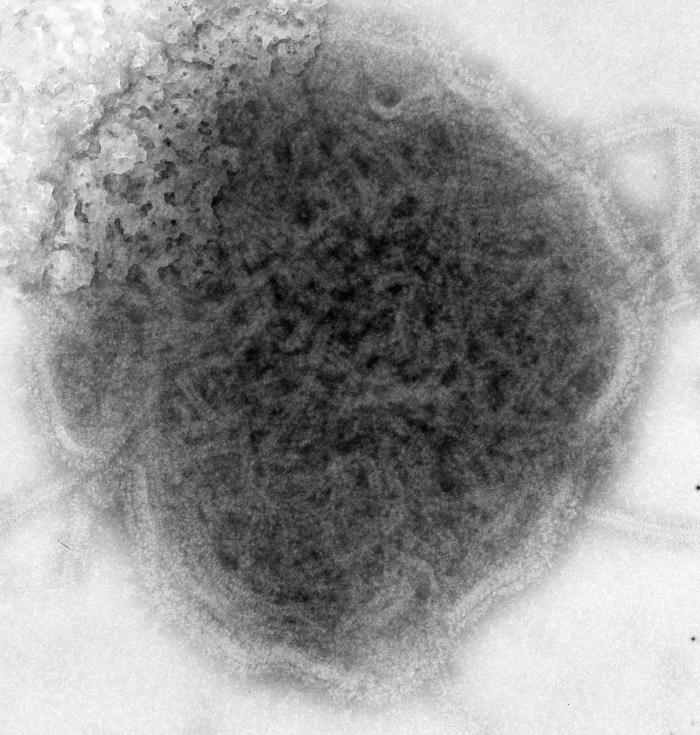
فيروس النكاف

النُّكَاف، المعروف أيضا بالْتِهابُ النَّكَفِيَّةِ الوَبائِيّ, هو مرضٌ فيروسيٌّ يسبِّبُهُ فيروسُ النُّكافِ . قد يُسبِّبُ انتفاخاً وأوجاعاً في الغُددِ اللُّعابيَّةِ (Salivary glands)، وخاصةً في الغُددِ النَّكفيَّةِ (Parotid glands) الموجودةِ بينَ الأُذُنِ والفكِّ. واحدٌ مِن بينِ كلِّ ثلاثةِ أَشخاصٍ مُصابينَ بالنُّكافِ لا يُعاني مِنْ انتفاخٍ في الغُددِ. بدلاً من ذلك، قَدْ يَظهرُ تَلوُّثٌ في المسالكِ التَّنفُسِيَّةِ العلويَّةِ . إِنَّ الأعراضَ والعلاماتِ الأوَّليَّةَ تتضمَّنُ بالغالبِ، حرارةً وأَلماً في العضلاتِ وَ صداعاً، والإحساسَ بالتَّعبِ. يتبعُ ذلكَ تَوَرُّمٌ مؤلِمٌ بواحدةٍ من الغُددِ النَكْفِيّةِ أو الاثنتينِ معاً. الأعراضُ إِجمالاً تحصلُ ما بينَ اليومينِ 16-18 بعدَ التَّعرُّضِ للفيروسِ وَ تزولُ بعدَ 7 إِلى 10 أيام. الأعراضُ تكونُ أكثرَ شِدَّةً عندَ البالِغينَ مُقارنةً مَعْ الأَطفالِ. تقريباً ثُلثُ الأَشخاصِ تتراوحُ أَعراضُ المَرَضِ لديهُم مِن خفيفةٍ إِلَى عدمِ وُجودِ أَعراضٍ. المُضاعفاتُ قدْ تتضمَّنُ التهاباً بالطَّبقاتِ المُحيطةِ (أغشيةِ الدِّماغِ) بالدِّماغِ (15%)، الْتِهابُ البَنكرِياسِ (4%)، صَمَمٌ دائِمٌ، انتفاخٌ خُصْوِيٌّ مؤلِمٌ وَ الذي نادراً ما يؤدي إلَى عُقْم. مِنْ المُمْكِنِ حُصولُ انْتفاخٍ مِبْيَضِيٍّ عِنْدَ الِّنساءِ لَكِنَّهُ لا يَزيدُ نِسبَةَ حُصولِ عُقْمٍ.
النُّكافُ مُعْدِيٌ بشدِّةٍ وَ ينتشرُ بسُرعةٍ بينَ النَّاسِ الذين يسكنونَ بمساكنَ مُتقارِبَةٍ. ينتقلُ الفيروسُ عن طريقِ الرَّذاذِ التَّنفُسِيِّ أَوْ عن طريقِ الاتصالِ المُباشرِ مَعْ الشَّخصِ المُصابِ. يُصيبُ المرَضُ الإِنسانَ وَ ينتقلُ عن طريقهِ فَقط. يكونُ الشَّخصُ مُعدِياً قبلَ عدَِّةِ أَيَّامٍ من ظُهورِ الأعراضِ وَ يمتدُّ إِلى أَربعةٍ بعدَها. بعدَ الإصابةِ بالمرضِ يكونُ الشَّخصُ قد اكتسبَ مناعةً ضِدَّ المَرضِ مدى الحياةِ. هنالِكَ احتماليَّةٌ بعودةِ المرضِ لكنَّها تكونُ خفيفةً عندَ وجودِ انتفاخِ الغُدَّةِ النَّكَفِيَّةِ يُرَجَّحُ التَّشخيصُ أنَّهُ نُكَافٌ وَ يمكنُ تأكيدُ ذلكَ عن طريقِ أخدِ مَسحةٍ من الفيروسِ من القناةِ النَّكَفِيَّةِ. فحصُ الدَّمِ بحثاً عن أجسامٍ مُضادَّةٍ IgM قد يكونُ مُفيداً، إِلَّا أنَّهُ قد يُعطِي نتيجةً خاطئةً عندَ الأشخاصِ المُطعَّمِينَ ضِدَّ المرضِ.
يمكنُ تفادي النُّكافِ عن طريقِ جرعتينِ من مطعومِ النُّكافِ. معظمُ الدُّولِ المتقدِّمةِ تُضمِّنُ المطعومَ في برامجِها التَّطعيميَّةِ ؛ في الغالبِ يتمُّ دمُجهُ معْ مطعومِ الحَصبةِ وَ الحَصبةِ الألمانيَّةِ. الدُّولُ ذو معدَّلاتِ تطعيمٍ قليلةٍ يكونُ فيها عددٌ أكبرُ من الحالاتِ بينَ فئاتٍ عُمُرِيَّةٍ أكبرَ وبالتَّالي نتائجَ أسوءَ. لا يُوجدُ هُنالكَ علاجٌ مُحدَّدٌ. وَتتركَّزُ محاولاتُ العلاجِ حولَ السَّيطرةِ على الأَعراضِ عن طريقِ مُسَكِّناتِ الألمِ مثل اسِيتامينُوفين. إعطاءٌُ الغلوبيولين عن طريقِ الوريدِ مُمكن أن يَكونَ مُفيداً عندَ حُدوثِ بعضِ المُضاعفاتِ. في حالةِ حُدوثِ التهابٍ للسحايا أَوْ التهابٍ للبنكرياسِ قَدْ يَتَطلَّبُ الأمرُ دخولَ المريضِ للمستشفى  واحدٌ من عشرةِ آلافٍ من المُصابينَ يموتونَ.
بدونِ التَّطعيمِ تقريباً 0.1% إلى 1% من السُّكانِ يُصابونَ بالنُّكافِ كُلَّ سنةٍ. الانتشارُ الواسعُ للمطعومِ أَدَّى إِلى انخفاضِ أكثرَ من 90% من مُعدَّلاتِ الإِصابةِ. النُّكاف مُنتشِرٌ أكثرَ في الدُّولِ النَّاميةِ لِأنَّ التَّطعيمَ أقلُّ انتشاراً. على الرغمِ من ذلكَ، حالاتُ التفشِّي قد تحصلُ في المُجتمعاتِ التي ينتشرُ فيها التَّطعيمُ. كان النُّكافُ مرضَ طُفولةٍ شائعٌ على مُستوى العالمِ قبلَ تَوفُّرِ المطاعيمَ. حالاتُ تفشِّي كبيرةٌ على مستوى العالمِ كانت تحصلُ كلَّ سنتينِ إِلى خَمْسِ سنواتٍ . الأطفالُ بينَ عُمرِ الخمسِ سنواتٍ والتسعِ كانوا الأكثرَ تأثراً بالمرض. من بينِ السُّكانِ المُحَصَّنٌين ضِدَّ العَدْوَى غالباً ما يُصابُ الأشخاصُ في أوائلِ العشرينياتِ من العمرِ. في المنطقةِ حولَ خطِّ الاستواءِ غالباً ما يحدثُ المرضُ طوالَ السَّنةِ بينما يكونُ مُنتشِراً أكثرَ في فصلِ الشِّتاءِ وَ الرِّبيعِ في المناطقِ الشِّماليَّةِ والجنوبيَّةِ. الانتفاخُ المؤلمُ للغُددِ النُّكافيَّةِ والخُصيتينِ تَمَّ وصفُهَا من قِبلِ أبقراط في القرنِ الخامسِ قبلَ الميلادِ.

## الأعراضُ وَالعلاماتُ
النُّكافُ عادةً يُسْبَقُ بمجموعةٍ من الأعراضٍ البادريَّةِ تتضمَّنُ انخفاضاً بدرجةِ الحرارةِ وصداعاً وتَوعُّكاً. يتبعُ ذلكَ انتفاخٌ مُتزايدٌ بواحدةٍ من الغُددِ النَّكَفِيَّةِ أو الاثنتينِ معاً. يستمرُّ الانتفاخُ تقريباً أسبوعاً واحداَ. أعراضٌ أُخرى قد تتضمَّنُ جفافَ الفمَِ وَ ألمَاً بالوجهِ أو الأُذنينِ أو بالاثنينِ معاً، وبعضُ المَرضى قد يجدون صعوبةً بالكلامِ. وقد تَوَفَّرَ المطعومُ مُنذُ عامِ 1960م.

## الأكثر عرضة للإصابة بالفيروس
1. من لم يحصل على التطعيم كاملا (جرعتين منفصلتين) وتعرض لمصاب بالفيروس.
2. العمر: الأكثر عرضة هم الأطفال من 2 - 12 سنة.
3. الموسم: وباء النكاف كان على الأرجح خلال مواسم الشتاء / الربيع.
4. السفر إلى المناطق التي يرتفع فيها انتشار الفايروس في العالم: أفريقيا، شبه القارة الهندية عام المنطقة، وجنوب شرق آسيا. هذه المناطق لديها معدل منخفض جدا من التطعيم.
5. ضعف جهاز المناعة: إما بسبب الأمراض (على سبيل المثال، فيروس نقص المناعة البشرية / الإيدز والسرطان) أو الأدوية (استخدام الستيرويد عن طريق الفم لأكثر من أسبوعين، والعلاج الكيميائي).
6. من ولدو قبل 1956: بشكل عام يعتقد أن هؤلاء الأفراد تعرضوا لعدوى النكاف في مرحلة الطفولة. وإذا لم يكونوا فهم في خطر العرضة للنكاف في الكبر. ويمكن الحصول على فحص الدم لتحديد المناعة.

### الأعراض في الأطفال والبالغين
أعراض غير محددة من حمى خفيفة، آلام الصداع العضلات، (ألم عضلي)، خفض الشهية، والشعور بالضيق تحدث خلال ال 48 ساعة الأولى من الإصابة النكاف.
تورم الغدة النكفية هو الصفة المميزة للنكاف وتظهر في اليوم الثالث من المرض. أشار إلى الأذن الألم قد تحدث أيضا. تورم الغدة النكفية قد يصل إلى 10 أيام، والكبار عموما أسوأ في الأعراض من الأطفال. حوالي 95٪ من الأفراد الذين تظهر عليهم أعراض النكاف سيكون لديهم التهاب في الغدة النكافية.
ومن المثير للاهتمام حوالي 15٪ -20٪ من حالات النكاف ليس لديهم أعراض مرضية للإصابة، و50٪ من المرضى لديهم أعراض غير محددة للجهاز التنفسي. الكبار هم أكثر احتمالا للتعرض لمثل هذه الحالة تحت الإكلينيكي أو الجهاز التنفسي فقط، بينما الأطفال من الأعراض بين 2-9 سنوات من العمر هم أكثر عرضة للعرض الكلاسيكي للنكاف مع تورم الغدة النكفية.

## العدوى
ينتشر عن طريق السعال والعطاس، وعند اقتسام الطعام أو الشراب مع شخص مصاب بالتلوث.

### مصدر العدوى
الإنسان المريض حيث توجد الفيروسات في اللعاب والغدد اللعابية التي تستقر وتتمدد في هذه الغدد وتتكاثر فيها وتتسبب في التهابها وتورمها.

### طريقة العدوى
مباشرة بواسطة الرذاذ، وغير مباشرة بواسطة أدوات المريض الملوثة بالفيروسات.وأيضا من خلال الحديث معه والاقتراب من فمه ولكن بنسبة قليلة

## مدة الحضانة
من خمسة عشر إلى تسعة عشر يوماً.
قدرة النكاف على العدوى مشابهة للإنفلونزا والحصبة الألمانية، وأقل من الحصبة أو جدري الماء. يكون المصاب به معديا قبل 3 أيام (تقريبا) من ظهور الأعراض وتستمر قدرته على العدوى إلى حوالي 4 أيامِ بعد ظهورها، وذلك بالرغم من أن الفيروس يمكن أن يوجد في اللعاب قبل 7 أيام من بداية الأعراض ويستمر بالتواجد باللعاب إلى 9 أيام بعد بداية الأعراض.
يتضاعف الفيروس في البلعوم الأنفي والعقد اللمفاوية لدى الشخص المصاب. العدوى تتم عن طريق حمل الهواء للفيروسات أو من خلال الاتصال المباشر بلعاب المصاب.وعن طريق السعال والعطاس

## المضاعفات
-التهابٌ مُؤلِمٌ بالخصيتينِ يَحدُثُ بنسبةِ 15% إِلَى 40% من الرِّجالِ كاملينَ البلوغِ والتقطوا فيروسَ النُّكاف. التهابُ الخصيتينِ بشكلٍ عامِّ يُصيبُ جِهةً واحدةً (تورُّمُ الخصيتينِ معاً يحدثُ بنسبةِ 15%-30% من حالاتِ الْتِهابِ الخُصْيَةِ النُّكافِي) وبالعادةِ يحصُلُ بعدَ عشرِ أيامٍ من إِصابةِ الغُدَّةِ النَّكَفِيَّةِ. وقد تمَّ تسجيلُ حالاتِ تَورُّمٍ بالخصيةِ تأخَّرتْ بالظهورِ إلى حدِّ ستَّةِ أسابيعَ بعدَ انتفاخِ الغُدَّةِ النَّكفية. حدوثُ انخفاضٍ بنسبةِ الخُصوبةِ ليسَ نتيجةً مُعتادَةً لالتهابِ الخصيةِ نتيجةَ النُّكافِ وَ العُقْمُ نادرُ الحدوثِ.
-الدِّراسات وَصلتْ إِلى نتائجَ مُختلِفةً حولَ أثرِ إصابةِ المرأةِ الحاملِ بالنُّكافِ وَ إنْ كانَ يُؤدِّي إلى زيادةِ الإجْهاضِ التِلْقائِيِّ أَمْ لا.
-التهابُ السَّحايا يحصلُ بنسبةِ 10% من الحالاتِ. (40% من الحالاتِ تحدثُ بدونِ تورُّمِ الغُددِ النَّكفيَّةِ)
-التهابُ المبايضِ يحدثُ بنسبةِ 5% من الإناثِ المُراهقاتِ وَ البالغاتِ، لكنْ الخُصوبة تتأتَّرُ في نصفِ هذهِ النسبةِ من الحالاتِ.
-التهابُ البنكرياسِ الحادِّ يحصلُ عندَ 4% من الحالاتِ، يظهرُ على شكلِ ألمٍ بطنيٍّ وتقيُؤ.
-التهابُ الدِّماغِ ( نادرٌ جدَّاً، ويكونُ مُميتاً بنسبةِ 1% من الحالاتِ عندَما يحدثُ).
-قدْ يحدثُ فقدُ القدرةِ على السِّمع الحسِّي العصبي العميق (91 dB ) والنَّادر، في الأُذنينِ أو أُذُنٍ واحدةٍ. صَمَمٌ حادٌّ في أذنٍ واحدةٍ يحدثُ بنسبةٍ 0.005% من الحالاتِ.

## المسبِّب
فيروسُ النُّكافِ فيروسٌ مُغّلَّفٌ أُحادِي السلسةِ، طولي السلسلةِ بنُسخةٍ مُعاكسةٍ من ال RNA من نوع Rubulavirus ومن عائلةِ Paramyxovirus. الجينوم (الخريطةُ البشريَّةُ) مكوَّنٌ من 15,384 قاعدةٍ ترمزُ إلى تسعةِ بروتيناتٍ. البروتيناتُ التي تدخلُ بعمليةِ تضاعفِ الفيروسِ هيَ نكليوبروتين، فسفوبروتين، بُوليميِراز بروتين بينما جينوم RNA يكون[ribonucleocapsid. الإنسانُ هوَ المُضيفُ الوحيدُ الطَّبيعيُّ لِهذا الفيروس.
النُّكاف ينتشرُ من شخصٍ لآخرَ عن طريقِ إفرازاتِ الجهازِ الَّتنفسيِّ مثلِ لعابِ شخصٍ مُصابٍ. عندَما يكُحُّ الشَّخصُ المُصابُ أو يعطسُ، الرّذاذُ ينتشرُ وقدْ يدخلُ العينَ وَ الأنفَ أو الفمَ لشخصٍ آخرَ. قد ينتشرُ النُّكافُ عن طريقِ مشاركةِ الطَّعامِ وِ الشَّرابِ مع شخصٍ مصابٍ. الفيروسُ يستطيعُ البقاءَ حيّاً على الأسطُح وبالتالي يمكنُ أن ينتقلَ إلى الشَّخصِ الذي يلامسُ السَّطحَ. الشَّخصُ المُصَابُ يكونُ مُعدِيَاً تقريباً قبلَ سبعةِ أَيَّامٍ من ظهورِ الأعراضِ إلَى ثمانيةِ أيامٍ بعدَها. فترةُ الحضانةِ (الفترةُ التي تسبِقُ ظهورَ الأعراضِ) تتراوحُ ما بينُ 12-25 يومٍ، لكنَّها عادةً تكونُ 16-18 يومٍ. 20%-40% من الأشخاصِ المصابينَ بفيروسِ النُّكافِ لا تظهرُ عليهم الأعراضُ، بالتَّالي قدْ ينتشِرُ المرضُ من خلالِهم دونَ علمِهِم.

## التشخيص
خلالَ وجودِ تفشِّي للمرضِ، يعتمدُ التَّشخيصُ عن طريقِ تحديدِ إِذا الشَّخص تعرَّضَ مؤَخَّرَاً للفيروسِ وِ إِذا كانَ يُعاني من الْتِهابِ النَّكَفِيَّة. على الرّغمِ من ذلكَ عندما يكونُ انتشارُ المرضِ قليلاً، يجبُ مُراعاةُ وجودِ مسبِّباتٍ أُخرَى لالتهابِ النَّكفيةِ مثل فيروس نقصِ المناعةِ البشريَّةِ، الفَيروسَةُ الكُوكْساكِيَّة، والإنفلونزا. بعضُ الفيروساتِ مثلُ الفيروساتِ المَعَويَِّةِ يُمكنُ أَنْ تسبِّبَ الْتِهابَ السَّحايا العَقيمِ الذي تُشبهُ أعراضُه النُّكاف كثيراً.
الفحصُ البدنيُّ يُأكِّدُ على وجودِ انتفاخٍ بالغددِ. بالعادةِ، هذا المرضُ يُشخَّصُ عن طريقِ ظهورِ الأعراضِ على المريضِ، ولا يوجدُ داعي لفحصٍ مخبريٍّ . إذا لم يكُنْ التشخيصُ مؤكَّداً، من المُمكنٍ أَنْ يتمَّ عملُ فحصٍ للعابِ أو الدَّمِ، وقدْ تَمَّ تطويرُ فحصٍ جديدٍ لتأكيدِ التشخيصٍ، باستخدامِ تكنولوجيا الفحصِ الفوريِّ PCR. و مع وجودِ أَيِّ التهابٍ للغُددِ الُّلعابيَّةِ، غالباً ما يكونُ مُستوَى إنزيمِ الاميليز مُرتفعاً بالمصلِ.

## الوِقاية
التدبيرُ الوقائيُّ الأكثرُ شيوعاً ضِدُّ النُّكافِ هُوَ التّطعيمُ بلقاحِ النُّكافِ الذي اخْتُرِعَ من قِبَلِ عالمةِ الأحياءِ المجهريَّةِ موريس هليمان في ميرك. يُمكنُ إعطاءُ اللقاحِ بشكلٍ مُنفصلٍ أو كجُزءٍ من لقاحِ التطعيمِ MMR الذي يحمي أيضاً من الحصبةِ والحصبةِ الألمانيَّةِ. في الولاياتِ المتَّحدةِ تمَّ فصلُ لقاحِ التَّطعيمِ MMR عن لقاحِ التَّطعيمِ MMRV الذي يَحمي من الجَدَرِي (جدري الماء، (HHV3. تُوصِي مُنظَّمةُ الصِّحةِ العالميَّةِ بإعطاءِ لقاحِ النَُكافِ في جميعِ برامجِ تلقيحِ الأَطفالِ في جميعِ بُلدانِ العَالمِ. في المملكةِ المُتحدةِ يتمُّ إعطاءُ لقاحِ النكافِ بشكلٍ روتينيٍّ للأطفالِ عندَ عُمرِ 13 شهراً مع مادةٍ تُحفِّزُ الوقايةَ من النُّكافِ في عمرِ 3-5 سنوات (في الحضانةِ)، وهذا يمنحُ الطِّفلَ مناعةً طولَ العمرِ ضدَّ النُّكافِ . توصي الأكادميَّةُ الأمريكيةُ لطبِّ الأطفالِ بإعطاءِ لقاحِ MMR بشكلٍ روتينيٍّ عندَ عمرِ 12-15 شهراً وأيضاً عندَ عمر 4-6 سنوات. في بعضِ المناطقِ يتمُّ إعطاءُ لقاحِ النَّكافِ في الفترةِ ما بينَ أربعِ لستِ سنواتٍ، أو بينَ عُمرِ 11 و12 سنة في حالِ عدمِ إعطاءهِ من قَبلٍ . كفاءةُ اللقاحِ تعتمدُ على السلالةِ الموجودةِ في اللقاحِ، لكنَّها بالعادةِ تكونُ تقريباً 80%  سلالةُ جيريل لين هيَ المستخدمةُ بكثرةٍ في الدُّولِ المتقدِّمةِ، لكنَّ كفائَتَهَا تقلُّ في حالاتِ الأوبئةِ. سلالةُ ليننغارد زاغرب شائعةُ الاستخدامِ في البلادِ النَّاميةِ قد أظهرتْ كفاءةً عاليةً في حالاتِ الأوبئةِ.
بسببِ تفشِّي حالاتِ النُّكافِ بينَ طُلَّاب الجامعاتِ قامتْ بعضُ الحكوماتِ بإنشاءِ برامجَ تلقيحٍ للوقايةِ من حالاتِ تفشّي المرضِ. في كندا قامتْ الحكوماتُ الإقليميةُ ومنظمةُ الصِّحةِ العامَّةِ الكنديَّةِ بالمشاركةِ في حملاتِ توعويَّةٍ لتشجيعِ الطُّلابِ من الصَّفِ الأوَّلِ وحتَّى الجامعةِ والكُليَّةِ ليأخذوا لقاحَ النُّكافِ .
بعضُ الُنشطاءِ المناهضينَ للقاحِ احتجُّوا على إِعطاءِ لقاحٍ ضدَّ النُّكافِ بزعمِ أَنَّ السلالةَ المخفَّفة ضارَّةٌ، و / أو أَنَّ النُّكافَ مفيدٌ. وَ لكنْ ليس هناكَ أيُّ دليلٍ يدعمُ أنَّ المرضَ مفيدٌ أو أنَّ لقاحَ MMR ضارٌّ. المزاعمُ قامت على أنَّ لقاحَ MMR مُرتبطٌ بمرضِ التَّوحدِ ومرضِ التهابِ الأمعاءِ، وتضمَّنَتْ دراسةٌ قام بها أندرو ويكفيلد
(الورقة صُدِّقتْ ثُمَّ تراجَعتْ مصداقيَّتُها في عامِ 2010 وقدْ سُحِبَتْ رُخصةُ ويكفيلد بعدَ أنْ اكتُشِفَ أَنَّ عملَهُ تزويرٌ مُتقَنٌ)  التي أشارت إلى وجودِ رابطٍ بينَ لُقاحِ MMR وأمراضِ الجهازِ الهضميِّ وَ التَّوحُّدِ. أيضاً نتيجةً لدراساتٍ لاحقةٍ تمَّ التأكيدُ أنَّهُ لا يُوجَدُ رابطٌ بينَ لقاح MMR والتَّوحُّد. وبما أنَّ مخاطرَ المرضِ معروفةٌ ومخاطرَ اللقاحِ بَلغتِ الحدَّ الأدْنَى فإِنَّ مُعظمَ الأطبَّاءِ يوصونَ باللقاحِ.
مُنظَّمةُ الصِّحةِ العالميَّةِ، والأكادميَّةُ الأمريكيَّةُ لطبِّ الأطفالِ، والَّلجنةُ الاستشاريَّةُ لمُمارساتِ التّطعيمِ من مراكزِ مُكافحةِ الأمراضِ واتقائِها، والأكادميُّة الأمريكيَّةُ لأطبَّاءِ الأُسرةِ، والجمعيَّةُ الطبِّيَّةُ البريطانيَّةُ والجمعيَّةُ الصيدلانيّةُ الملكيَّةُ لبريطانيا العُظمى حالياً تُوصي بمطعومٍ بشكلٍ دوريٍّ للأطفالِ ضِدَّ النُّكافِ. الجمعيَّةُ الطبيةُ البريطانيةُ والجمعيَّةُ الصَّيدلانيَّةُ الملكيَّةُ لبريطانيا العُظمى كانت سابقاً قدْ أوصَتْ ضِدَّ مطعومِ النُّكافِ، ولكن تغيَّرَتْ تلكَ التوصيةُ سنةَ 1987.
قبلَ إيجادِ مطعومِ النُّكافِ، فيروس النُّكاف كانَ المُسبِّبَ الرَّئيسيَّ لالْتِهابِ السَّحايا والدِّماغِ الفيروسيِّ في الولاياتِ المتَّحدةِ. مع ذلكَ الْتِهابُ الدِّماغِ يحدُثُ نادراً (أقلُّ من 2 من كلِّ 100,000). في واحدةٍ من أَكبرِ الدِّراساتِ، وُجِدَ أَنَّ الأعراضَ الأكثرَ انتشاراً لحالاتِ الْتِهابِ السَّحايا والدِّماغِ بفعلِ فيروسِ النُّكافِ هي: الحُمَّى (97%)، التقيُّؤ (94%)، والصُّداع (88.8%). تمَّ الِبدءُ باستخدامِ مطعومِ النُّكافِ في الولاياتِ المتِّحدةِ في شهرِ كانونَ الأوَّل 1967، ومنذُ استخدامِ المطعومِ لُوحِظَ حدوثُ انخفاضٍ ثابتٍ في عددِ حالاتِ الإصابةِ بالنُّكافِ وعدوى فيروسِ النُّكافِ . تمَّ الإبلاغُ عن 151,209 حالةِ نُكافٍ سنة 1968. منذُ 2001 إلى 2008، مُعدَّلُ الحالاتِ كانَ 265 بالسَّنةِ، بدونِ احتسابِ حالةِ التَّفشي سنةَ 2006 والتي وَصَلَ فيها عددُ الحالاتِ إلى أكثرَ مِنْ 6000 حالةٍ نُسِبَت بشكلٍ كبيرٍ إلى حُدوثِ عدوى بينَ طُلّابِ الجامعات 

## إدارةُ المرضِ
لا يُوجَدُ هنالكَ علاجٌ شافٍ للنُّكافِ والعلاجُ المتوفِّرُ هو للمُساندةِ في عمليَّةِ الشِّفاءِ. يُمكنُ تخفيفُ الأعراضِ بوضعِ ثلجٍ على فَتراتٍ متقطِّعةٍ أو حرارةٍ على المنطقةِ المُصابَةِ في العُنُقِ/الخُصيةِ وبأَخذِ أسِيتامينُوفين لتسكينِ الألمِ. الغرغرة بماءٍ مالحٍ دافئٍ، أكلُ الأطعمةِ اللينة ِ، وشربُ المزيدِ من السَّوائلِ من الممكنِ أَنْ يُساعدَ على تخفيفِ الأعراضِ أيضاً. حمضُ أسيتيل ساليسيليك (أسبرين) لا يُستخدَمُ لمعالجةِ الأطفالِ لأنَّهُ ممكنٌ أن يُسبِّبَ متلازمةَ راي.
لا يوجدُ هنالكَ توصياتٌ فعَّالةٌ لما بعدَ الإصابةِ لمنعِ الانتقالِ الثانويِّ، كذلكَ لا يوجدُ تأثيٌر لاستخدامِ المطعومِ أو الأجسامِ المُضادَّةِ بعد التَّعرُّضِ للمرضِ. <ref.>	Jump up^ "Mumps Clinical Information - Minnesota Dept. of Health"</ref>
يكونُ مرضى النُّكافِ قادرينَ على العَدوى بالشَّكلِ الأكبرِ بعدَ خمسةِ أيَّامٍ من بدايةِ الأعراضِ، ويُنصَحُ بالعزلِ خلالَ هذهِ الفترةِ. إذا كانَ الشَّخصُ قدْ أُدْخِلَ للمستشفى، مِنَ الضروريِّ حينَها أَخذُ الاحتياطاتِ والحرصُ على عدمِ انتشارِ الرَّذاذِ . الأشخاصُ الذينَ يعملونَ في الرِّعايةِ الصَّحيَّةِ لا يستطيعونَ العملَ لُمدَّةِ خمسةِ أيَّامٍ.